# Helikopterstridsskolan
Helikopterstridsskolan (HkpSS), var en truppslagsskola för helikopterförbanden inom svenska flygvapnet, som verkade åren 2000–2004. Förbandsledningen var förlagd vid Malmens flygplats i Linköpings garnison.

## Historik
Helikopterstridsskolan etablerades den 1 juli 2000 på Malmens flygplats i Linköping. Helikopterverksamheten inom Försvarsmakten kom genom försvarsbeslutet 2000 att ingå i den Operativa insatsledningen. Därmed och blev helikopterverksamheten en fjärde försvarsgren, sidoordnad med armén, marinen och flygvapnet.
Inför regeringens proposition 2001/02:10, vilken behandlade en fortsatt förnyelse av totalförsvaret, föreslog regeringen på Försvarsmaktens inrådan, en förändring av den fredstida organisationsstrukturen, för att där nå en enad helikopterorganisation med endast ett helikopterförband och en förbandschef. De helikopterförbanden skulle organiseras som skvadroner, för att samordnas i organisationsenheten Försvarsmaktens helikopterflottilj. Regeringens förslag var endast en förändring av ledningen, och påverkade inte verksamhetsorterna. Som en konsekvens av riksdagsbeslutet om att inför en ny ledningsorganisationen för Helikopterflottiljen, blev Försvarsmaktens helikopterverksamhet från den 1 januari 2003 en del av flygvapnets organisation.
Inför försvarsbeslutet 2004 ansåg regeringen att verksamheten vid Försvarsmaktens skolor borde renodlas. Bland annat ansåg regeringen att Flygvapnets Uppsalaskolor (F 20) borde inriktas mot utbildning med direkt knytning till flygstridskrafterna. Vilket bland annat medförde att skolan omorganiserades till Luftstridsskolan (LSS). Den nya skolan övertog ansvaret för Flygvapnets flygskola samt inordna Försvarsmaktens helikopterutbildning i Luftstridsskolan. Den 31 december 2004 upplöstes och avvecklades Helikopterstridsskolan, och från den 1 januari 2005 övertog Luftstridsskolan utbildningsansvaret för Försvarsmaktens helikopterutbildning.

## Verksamhet
Helikopterstridsskolans syfte var att samordna och utveckla Helikopterflottiljens utbildningsverksamhet. På lång sikt hade skolan i uppgift att upprätta och revidera reglementen, driva den "mjuka" utvecklingen (bland annat metodutveckling för helikopterbataljonsstab) samt genomföra det Taktiska Programmet (TaP) för flottiljens blivande kaptener.

## Förbandschefer
- 200?–2004: Överstelöjtnant Torbjörn Boström

## Namn, beteckning och förläggningsort
| Helikopterstridsskolan | 2000-07-01 | – | 2004-12-31 |

| HkpSS | 2000-07-01 | – | 2004-12-31 |

| Malmens flygplats | 1998-01-01 | – | 2004-12-31 |